# Browar na Jurze
Browar na Jurze − regionalny browar w Zawierciu.

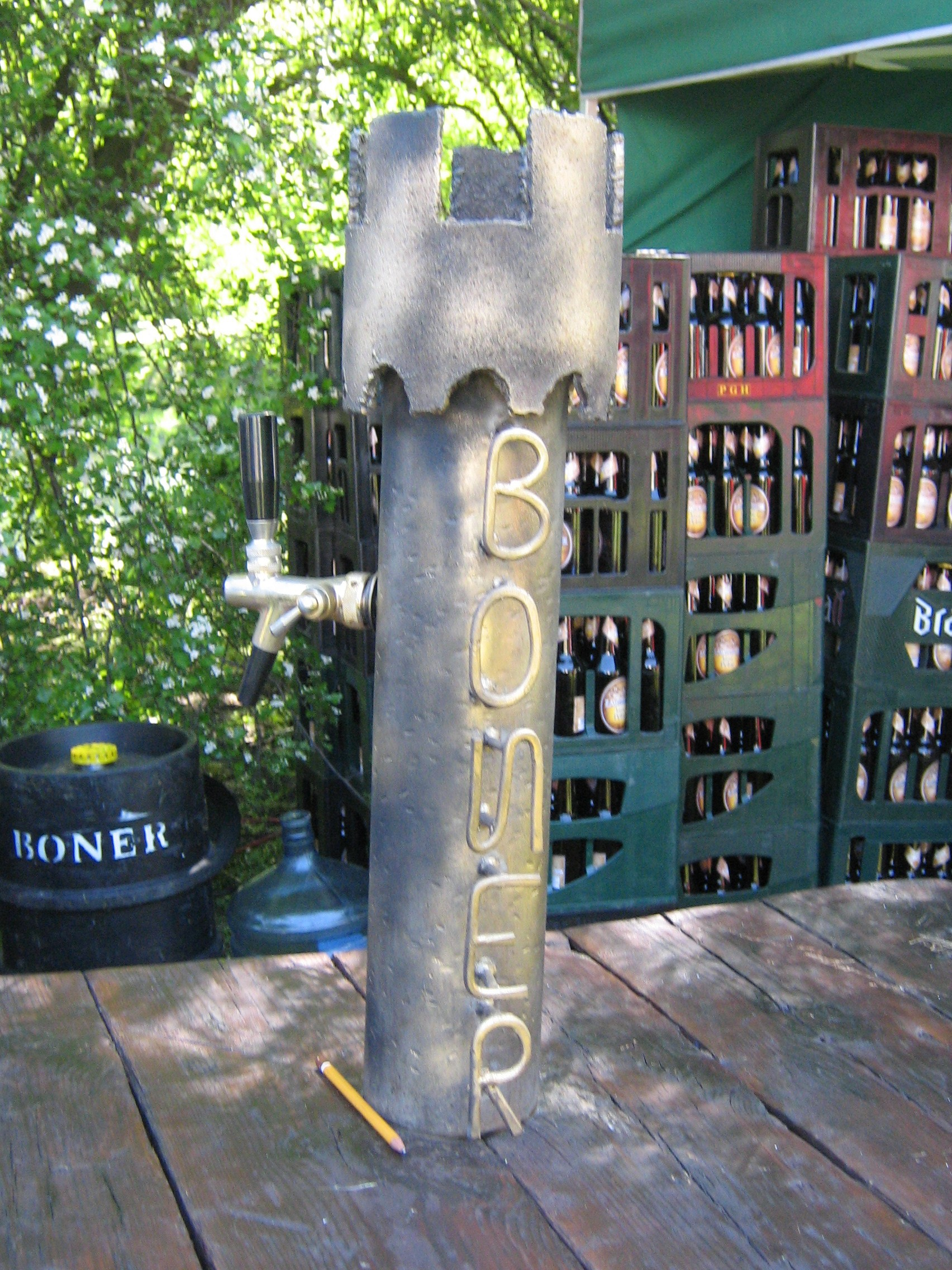
Nalewak dedykowany piwu Boner

## Historia
Browar został założony w 1997 roku pod nazwą Browar Jurajski przez rodzinę Piątków. Pierwotnie właściciele zakładu zamierzali prowadzić mleczarnię zrezygnowali jednak z tego planu i zajęli się piwowarstwem.
W ramach zabudowań browaru od 1999 roku istnieje restauracja Karczma U Stacha. Od kilku lat w budowie jest hotel i spa.
Od 2011 roku z właścicielami zakładu piwowarskiego współpracuje kontraktowy Browar Pinta, który okazjonalnie wynajmuje instalację browarniczą Browaru na Jurze i produkuje w Zawierciu piwa pod własną marką Pinta.

## Charakterystyka
Browar na Jurze został zbudowany na bazie dawnej mleczarni. Posiada własne ujęcie wody. Woda bez zanieczyszczeń bakteriologicznych pochodzi z podziemnych formacji wapienia muszlowego leżących na głębokości 125 metrów. Każde z piw jest odrębnie warzone, fermentowane i odpowiednio leżakowane. Zakład specjalizuje się w warzeniu piw typu pilzneńskiego oraz górnej fermentacji. Wszystkie produkty są warzone tradycyjną metodą, piwa typu lager są pasteryzowane i dojrzewają w niskich temperaturach. Browar wytwarza rocznie około 20 tysięcy hektolitrów piwa, które jest sprzedawane w szklanych butelkach i w beczkach typu keg.
W ofercie browaru są zarówno piwa pasteryzowane jak i niepasteryzowane.

## Produkty

### Lager
- Jurajskie Jasne Pełne (dawniej Zawiercie Jasne Pełne) - 11,5° ekstraktu, alk. 4,9%obj.
- Jurajskie Mocne - 13,1° ekstraktu, alk. 6,5% obj.
- Jurajskie Pils - 9° ekstraktu, alk. 4% obj.
- Jurajskie Miodowe (dawniej Zawiercie Miodowe) - 13.1° ekstraktu, alk. 5.6% obj.
- Jurajskie Jabłko z miętą - połączenie piwa z koncentratem jabłkowym. 13,1° ekstraktu, alk. 5,6% obj.
- Jurajskie z Ostropestem - 11,5° ekstraktu, alk. 4% obj.

### Ale
- Jurajskie Bursztynowe (dawniej Zawiercie Bursztynowe) - 13,1° ekstraktu, alk. 5,6% obj.
- Jurajskie Freestyle Ale - 15,1° ekstraktu, alk. 5% obj.

### Stout
- Jurajskie Stout Czekoladowe (dawniej Zawiercie Czekoladowe) - 13,1° ekstraktu, alk. 5,6% obj.

### Porter
- Jurajskie Porter Bałtycki - 22° ekstraktu (prawdopodobnie), alk. 7,5% obj.

### Piwo pszeniczne
- Jurajskie Pszeniczne Ciemne - 13,1° ekstraktu, alk. 5,6% obj.
- Amerykańska Pszenica - brak informacji o ekstrakcie, alk. 4% obj.
- Jurajskie Witbier - 13,1° ekstraktu, alk. 4% obj.
- Kwas Pruski - Berlinerweisse, brak informacji o ekstrakcie, alk. 3,7% obj.

## Dawne marki
Lager
- Boner Full
- Boner Mocne
- Boner Premium
- Boner Niefiltrowane
- Racovia
- Tager Pils

Ale
- Jurajski Bursztyn
- Boner Ciemne
- Boner Ciemne Niefiltrowane
- Smocza Jama Bursztynowe
- Smocza Jama Ciemne

## Nagrody
- 1. miejsce w plebiscycie portalu browar.biz w kategorii “Piwa ciemne, górnej fermentacji” w roku 2010 (jako Zawiercie Czekoladowe)
- 2. miejsce w plebiscycie portalu browar.biz w kategorii “Piwa ciemne, górnej fermentacji” w roku 2011 (jako Zawiercie Czekoladowe)[3]
- 3. miejsce w Konsumenckim Konkursie Piw - Chmielaki Krasnostawskie 2013 w Kategorii IV "Piwo jasne pełne mocne o zawartości ekstraktu w brzeczce 13,1–14,0 ºBlg"[4]
- 2. miejsce w Konsumenckim Konkursie Piw - Chmielaki Krasnostawskie 2013 w Kategorii IV "Piwo jasne pełne mocne o zawartości ekstraktu w brzeczce 13,1–14,0 ºBlg"[4]
- 3. miejsce w plebiscycie portalu browar.biz w kategorii „Piwa pszeniczne - ciemne, mocne” w roku 2012[3]

## Literatura
- Aleksander Strojny: Browary w Polsce. Warszawa: Hachette Polska, 2009. ISBN 978-83-7575-674-6. Brak numerów stron w książce